# Umi Imai
Umi Imai (12 dicembre 2001) è una lottatrice giapponese, specializzata nella lotta libera.

## Palmarès
- Campionati asiatici

Ulaanbaatar 2022: oro nei 55 kg.